# Faut-il avouer ?
Cet article concerne le film de Sam Wood. Pour le film de Leo McCarey, voir Don't Tell Everything (film, 1927).
Pour plus de détails, voir Fiche technique et Distribution.

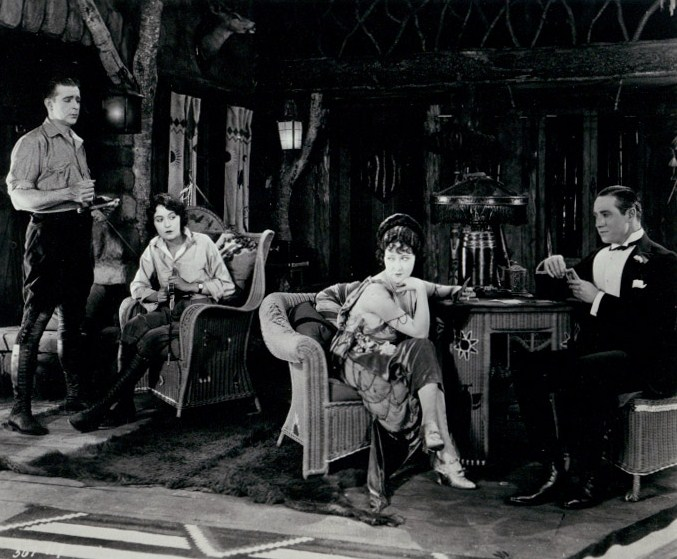
Wallace Reid, Dorothy Cumming, Gloria Swanson et Elliott Dexter

Faut-il avouer ? (Don't Tell Everything) est une comédie réalisée par Sam Wood, sortie en 1921. 

## Synopsis
Cullen Dale se fiance à Marian Westover mais sa réputation est trainée dans la boue par diverses jeunes femmes, qui repandent des mensonges sur son compte à l'aide de photographies. Une photographie le montre avec Jessica Ramsey, une sportive de haut niveau. Apprenant les fiançailles de Cullen, elle courtise sa compagnie avec tant de constance que Marian, piqué, précipite un mariage secret. La lune de miel est interrompue par une querelle qui se termine par le départ de Cullen pour le pavillon de chasse de Jessica. Ici, l'amour de Jessica devient évident et l'arrivée de sa femme Marian et de leur ami commun Harvey Gilroy trouve Cullen prêt à régler leurs différends.

## Fiche technique
- Titre original : Don't Tell Everything
- Titre français : Faut-il avouer ?
- Réalisation : Sam Wood
- Scénario : Albert S. Le Vino, Lorna Moon
- Société de production : Famous Players-Lasky Corporation
- Directeur de la Photographie : Alfred Gilks
- Pays d'origine : États-Unis
- Format : Noir et blanc - Son : Muet
- Genre : Comédie
- Durée : 50 minutes
- Date de sortie :
  - États-Unis : 13 novembre 1921
  - France 22 décembre 1922 [1]

## Distribution
- Wallace Reid : Cullen Dale
- Gloria Swanson : Marian Westover
- Elliott Dexter : Harvey Gilroy
- Dorothy Cumming : Jessica Ramsey
- Genevieve Blinn : Mrs. Morgan
- Baby Gloria Wood : Nièce de Cullen
- Charles De Briac : Jumeau Morgan
- Raymond De Briac : Jumeau Morgan